# Turtmann
Turtmann is een plaats en voormalige gemeente in het Zwitserse kanton Wallis (district Leuk). Op 31 december 2012 telde het 980 inwoners.
De gemeente Turtmann ging op 1 januari 2013 samen met Unterems.
- Gemeinsame Normdatei: 4297573-6
- Historisch woordenboek van Zwitserland: 002724
- Library of Congress Control Number: n93016911
- Nationale Bibliotheek van Israël: 987007535469305171
- Virtual International Authority File: 152591003
- WorldCat: E39PBJy8xkYxFhYPfyp9tr4H4q